# Eyak (volk)

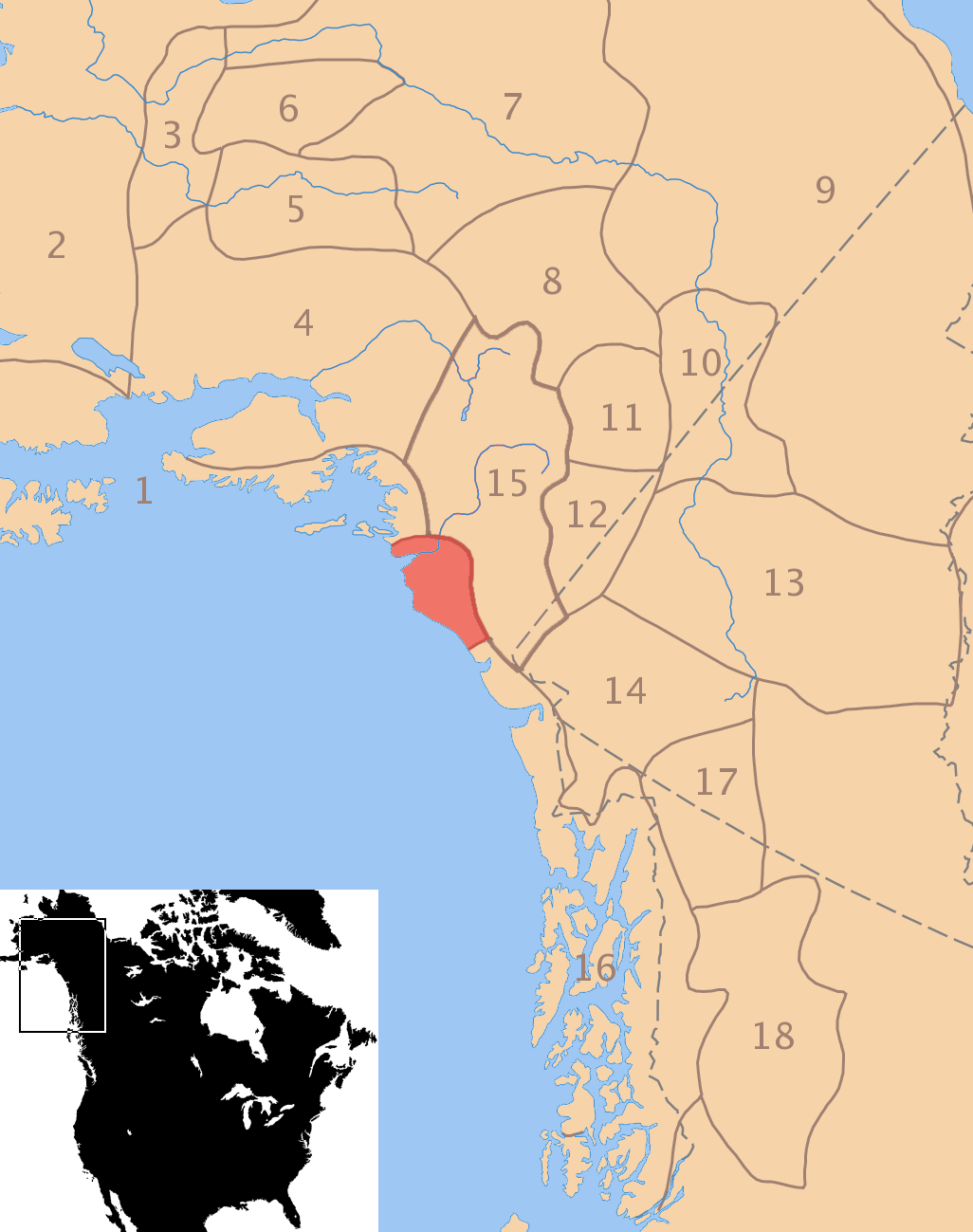
Oorspronkelijk leefgebied van de Eyak

De Eyak zijn een indianenvolk dat aan de delta van de Copper River woonde nabij Cordova in Alaska.

## Leefgebied
Het woongebied van de Eyak strekte zich uit van het huidige Cordova in het oosten tot de Martin River in het westen en noordwaarts tot de Miles Glacier.
Er waren 4 hoofdnederzettingen:
- Alaganik, nabij Mile 21 van de tegenwoordige Copper River Highway
- Eyak, bij Mile 5.5
- Een naamloos dorp, 750 meter ten zuiden van Eyak
- Orca, dat binnen het huidige Cordova ligt.

In de zomer bewoonden de Eyak ook nog visserskampen bij Point Whitshed en Mountain Slough.

## Geschiedenis
De Eyak woonden oorspronkelijk in het binnenland van Alaska, en zijn de Copper River afgezakt tot de kust, waar ze gebruik maakten van de rijke zalmgronden. Toen de Russen in de streek arriveerden erkenden de ze Eyak als een aparte cultuur en gaven hun territorium aan op hun kaarten. Ook handelden ze met de Eyak en stuurden hen missionarissen. Vanwege hun kleine aantal hadden de Eyak veel last van roofovervallen van naburige stammen en de Chugach oefenden druk uit op de westgrens van hun gebied. Met de Tlingit hadden ze betere relaties, wat leidde tot onderlinge huwelijken en de assimilatie van veel Eyak in het volk van de Tlingit. Dit zorgde ervoor dat de grenzen van het Eyakgebied verder naar het westen werden geschoven en droeg bij aan hun achteruitgang. Later kwamen de Amerikanen aan in de streek, die hen door industriële visvangst van hun visgronden verdreven. Dit leidde, gecombineerd met nieuwe, door de Amerikanen meegebrachte ziekten, tot een verdere afname van het aantal Eyak. In 1880 woonden er nog 117 mensen in Alaganik, maar in 1890 was dit aantal al gedaald tot 48. In 1900 werd het totale aantal Eyak op 60 geschat. De overgebleven Eyak begonnen zich te verzamelen bij het dorp Orca. De immigratie liet het dorp Orca uitgroeien tot het huidige dorp Cordova, dat in 1996 120 inwoners telde, deels afstammend van de Eyak. De laatste volbloed Eyak, Marie Smith Jones, stierf 21 januari 2008.

## Taal
De Eyak kenden een eigen taal, nauw verwant aan de Athabaskische talen. Druk van naburige volken en toenemend gebruik van het Engels leidden tot een afname van het aantal sprekers van het Eyak. Marie Smith Jones (1918–2008) was de laatste moedertaalspreker.

## Sjamanisme
Eyak sjamanen gebruikten trommels of beschilderde houten figuren van mensen, zoogdieren en andere levende wezens die macht kregen wanneer ze in het bezit van de sjamaan waren. Ze werden gebruikt om te genezen, de toekomst te voorspellen, als bescherming tegen kwade geesten, om vruchtbaarheid te schenken en om naar het geestenrijk te reizen.